# 勿體無
勿體無（日语：／ Mottainai ?）是一個日本用語，從佛教用語「物體」的否定詞而來，意思是「當一件事物失去了它該有的樣子，對此感到惋惜感嘆的心情」。

## 起源
源於古神道的日本民間信仰神道教，認為在每一片散落的櫻花花瓣、每一次的吐息中都宿有一個生命，因此他們以感恩惜福的心情來看待自然萬物，其根本流盪著「もったいない」的價值觀。

## 用法
「勿體無」最早的時候使用是具有（不健全、不好）與「かたじけない」（感激萬分）等意思；現在一般是表達「沒有辦法充分發揮某件事物的價值，造成無謂的浪費」，或是戒除會造成這個狀態的行為而使用的日文片語。
「勿體無」 的使用，可以用於當食物或時間等一些有用的東西被浪費的時候，近似的意思是「哦，真是浪費！」。
然而，在日本，「勿體無」的使用，遠遠超過在其他的文化中只表示物體（或資源）的浪費。「もったいない」可以指浪費的努力和行動，浪費的活動，浪費時間，浪費的靈魂，浪費人才，浪費感情，浪費了頭腦，浪費夢想，和浪費的潛力。
除了其主要含義的「浪費」 ，這個詞也可以用來指「不孝、不敬」。。